# Національний природний парк «Голосіївський»
 Націона́льний приро́дний парк «Голосі́ївський» — природоохоронна територія в місті Київ.

## Історія
Боротьба за створення НПП "Голосіївський" була розпочата ще 1988 засновником "Спілки "Порятунок Голосієва" Михайлом Михалком. Спочатку планувалось, що НПП поширюватиметься не лише на Київ, а і на область, матиме площу 65 000 га і простягнеться на південь аж до с.Витачів. Другою чергою, до нього мали ввійти Трахтемирівський півострів і Канівський природний заповідник. В далекій перспективі природоохоронці уявляли намисто заповідних об’єктів національного значення, розташованих вздовж течії Дніпра. 1993 клопотання про створення НПП саме таким подала громадська організація "Зелений світ".
Проект Указу Президента України Про створення національного природного парку «Голосіївський» було погоджено рішенням Київської міської ради від 17 лютого 1994 року N 14. Проте, процес погодження затримався і згодом все розпочалось спочатку. 9 березня 2006 року Київська міська рада прийняла нове рішення про погодження створення НПП «Голосіїв» на землях м.Києва.
Національний природний парк «Голосіївський» створено відповідно до Указу Президента України Віктора Ющенка від 27 серпня 2007 року № 794. Парк підпорядкований Міністерству охорони навколишнього природного середовища України. Загальна площа парку 4525,52 га, із яких 1879,43 га надані йому в постійне користування.
1 травня 2014 р. в.о. Президента України підписав Указ № 446/2014 "Про зміну меж національного природного парку «Голосіївський». Цим указом до території НПП «Голосіївський» приєднано 6462,62 гектара лісів Святошинського лісопаркового господарства.

## Розташування
Територія національного природного парку «Голосіївський» знаходиться в центральній та південній частині Голосіївського району м. Києва та у південній частині міста. Створений з метою збереження, відтворення та раціонального використання особливо цінних природних комплексів та об’єктів Лісостепу та Київського Полісся. 
В межах території парку, розташовані: Національний університет біоресурсів і природокористування України, Ботанічний сад Національного університету біоресурсів і природокористування України, Голосіївська пустинь, Національний експоцентр України, Клінічна лікарня "Феофанія", Інститут бджільництва ім. П. І. Прокоповича, Національний музей бджільництва України, Головна астрономічна обсерваторія НАН України, Національний музей народної архітектури та побуту України, Всеукраїнський центр радіохірургії.
Центральна частина парку включає урочища з переважанням широколистяних лісів, таких як Голосіївський ліс (разом з прилеглим до нього Голосіївським парком ім. Максима Рильського), урочищами Теремки і Бичок. Південна частина парку — це піщана надзаплавна тераса Дніпра, вкрита сосновими лісами. Ця тераса перетинається річкою Сіверкою, яка розгалужена на кілька рукавів. У її долині знаходиться значний масив вільхових лісів.
Північна частина парку складається переважно з соснових лісів (Святошинсько-Біличанський масив).

## Природні умови
Голосіївський природний парк знаходиться в межах Київського плато, він складений кількома територіально роз'єднаними лісовими масивами. За характером природних комплексів територія парку належить до поліської зони. Основну площу парку займають ліси — 4232,8 га (понад 90 % території), болота — 66,2 га і водойми — 45,9 га. Ґрунти тут відносно багаті, сформовані на лесових відкладах. У Голосіївському лісі знаходиться дві системи балок — Дідорівська у його північно-західній частині й Китаївська у східній частині. По днищах головних балок протікають струмки, на яких створено каскади ставків.
Територія НПП «Голосіївський» знаходиться в області помірно-континентального клімату з фоновим мікрокліматичним впливом великого індустріального міста. За даними метеостанції «Київ» середньорічна температура становить +7,2 °C. Середньорічне значення температури найтеплішого місяця (липня) складає +19,5 °C, а найхолоднішого (січня) — -5,8 °C. За середньорічною кількістю опадів (600 мм) територія належить до територій достатнього зволоження.

## Флора
У складі флори парку виявлено 650 видів вищих судинних рослин, 118 видів мохоподібних і понад 60 видів афілофороїдних грибів. Із судинних рослин, що зростають на території парку, 5 — занесені до Додатку І Бернської конвенції, 1 — до Європейського Червоного списку, 24 — до Червоної книги України і 29 видів є регіонально рідкісними.

### Голосіївський ліс

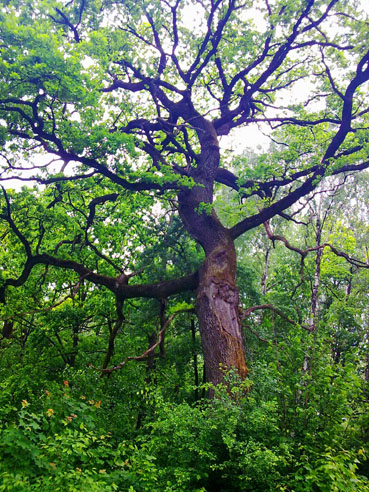

В деревостані Голосіївського лісу переважають граб звичайний і дуб звичайний. Часто високою є участь кленів польового і гостролистого, липи серцелистої, ясена звичайного. Ліс переважно старий, майже по всьому лісу трапляються дуби віком понад 200 років, а інколи — більше ніж 300 років. Хорошій збереженості дерев сприяло знаходження цього лісу поблизу (а пізніше — в межах) м. Києва, а також належність лісів до монастирських володінь. В трав'яному ярусі лісу влітку найчисельнішим видом є розрив-трава дрібноквіткова, значне поширення якої є наслідком високого рекреаційного навантаження на цю територію. З інших трав'яних видів як домінанти трапляються яглиця звичайна, осока волосиста, зеленчук жовтий, зірочник ланцетолистий. Звичайними видами є копитняк європейський, купина багатоквіткова, підмаренник запашний, фіалка запашна. Навесні чисельними є кілька видів ефемероїдів — рослин, які вегетують, цвітуть і плодоносять лише у весняні місяці, а пізніше всихають. Це анемона жовтецева, пшінка весняна, ряст ущільнений, порожнистий і проміжний, зірочки жовті та маленькі, зубниці п'ятилиста та бульбиста, проліска дволиста. У днищах балок в місцях, які збереглися від затоплення при створенні ставків, є невеликі ділянки лісу з вільхи чорної. Трав'яний ярус вільхових лісів сформований такими вологолюбними видами, як гравілат річковий, осока побережна, зірочник гайовий, жовтяниця черговолиста, яглиця звичайна.

### Голосіївський парк імені Максима Рильського
Голосіївський парк імені Максима Рильського — це територія, яка за своїми природними умовами дуже близька до Голосіївського лісу. Однак вона значно більше трансформована. Великі площі в цьому місці займають штучні насадження дерев неприродного флористичного складу. Тут також є каскад ставків (Горіховатський каскад) і ділянка вільхового лісу на днищі балки.

### УрочищеТеремки
Урочище Теремки являє собою вирівняну, без ярів і балок, плакорну територію з переважанням лісової рослинності. Сухіші ділянки зайняті здебільшого грабово-дубовим лісом. Характерною для цього лісового масиву є висока участь черешні. Є ділянки з домінуванням липи. На вологіших ділянках участь граба в деревостані знижується, тут переважають чисті дубові ліси. Як і в Голосіївському лісі, у Теремках є багато старих дерев. В трав'яному ярусі переважають розрив-трава дрібноквіткова, цирцея звичайна, медунка темна. Весняних ефемероїдів майже немає. В урочищі Теремки є кілька галявин з лучною рослинністю площею від 0,1 до 1 га. Домінує на цих луках найчастіше костриця лучна, місцями — райграс високий, грястиця збірна, щучник дернистий, осока шорстка.

### Урочище Бичок
Урочище Бичок знаходиться в заплаві Дніпра. У ньому переважає лісова рослинність. В деревостані найчастіше домінує дуб звичайний, характерною є домішка в'язів гладенького та граболистого, тополь чорної та білої.

### Південна частина парку
В соснових лісах південної частини парку типовими домінантами трав'яного ярусу є куничник наземний, куничник тростиновий, конвалія травнева, орляк, купина пахуча, костяниця. Звичайними рослинами цих лісів є дзвоники круглолисті, золотушник звичайний, костриця овеча, мітлиця тонка, нечуй-вітри зонтичний і волохатенький, осоки вереснянкова й весняна, перестріч лучний, перлівка поникла, суниці звичайні. Як правило, є моховий покрив, але розвинутий він слабше, ніж, наприклад, у поліських лісах. Ці ліси зазнавали інтенсивної експлуатації, у тому числі протягом останніх років, коли вони вже входили до зони регульованої рекреації Голосіївського регіонального ландшафтного парку. Велику площу тут займають вируби і незімкнуті лісові культури.

### Заказник «Лісники»
Краще збереженими є соснові ліси, які входять до складу ботанічного заказника загальнодержавного значення «Лісники». Вони займають близько половини цього заказника (його східну частину).
Західна частина заказника зайнята в основному листяними лісами, у тому числі заболоченими. Найбільшу площу тут займають вільхові ліси. У деревостані як правило є домішка ясена і в'яза граболистого. Найпоширенішим домінантом у заболочених вільхових лісах є осока побережна. Типовими видами цих лісів є вовконіг європейський, живокіст лікарський, жовтець повзучий, калюжниця болотна, осока видовжена, паслін солодко-гіркий, півники болотні, підмаренник болотний, розрив-трава звичайна, смородина чорна, теліптерис болотний. На пристовбурних підвищеннях, створених деревами вільхи, ростуть види широколистяних лісів помірного зволоження: бруслина європейська, клен польовий, кропива дводомна, ожина, розхідник шорсткий, свидина кров'яна, щитник шартрський. В дещо менш зволожених місцях формуються вільхові, ясенові, дубові ліси, у трав'яному ярусі яких влітку переважають яглиця звичайна, розрив-трава звичайна і дрібноквіткова, розхідник шорсткий, а навесні — пшінка весняна й анемона жовтецева. У ще сухіших умовах формуються ліси, деревостан яких представлений переважно ясеном, грабом і дубом. В травостої влітку переважають яглиця, копитняк європейський, зірочник ланцетолистий, навесні — ряст порожнистий і анемона жовтецева.
На території заказника є кілька лучних галявин. Деякі з них знаходяться на піщаних місцях серед соснового лісу. В травостої тут найчастіше домінує куничник наземний. Характерними видами цих сухих лук є волошка сумська, юринея волошковидна. В більш знижених місцях формуються луки з переважанням грястиці збірної, пирію повзучого, костриці лучної, тонконога лучного, щучника дернистого. В заказнику «Лісники» знаходиться озеро Шапарня.

## Червонокнижні види

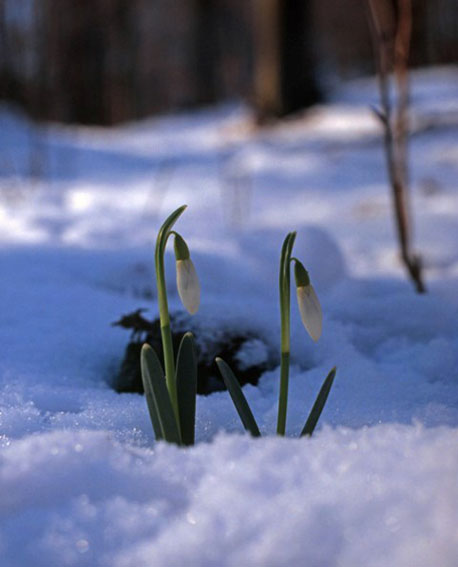

На території національного природного парку «Голосіївський» виявлено 1 вид судинних рослин з Європейського Червоного списку, 5 видів з Додатка І Бернської конвенції, 17 видів з другого видання Червоної книги України.
До Європейського червоного списку занесені козельці українські, відмічені в заказнику Лісники. Із Червоної книги України на території парку виявлені такі види рослин: підсніжник білосніжний (Голосіївський ліс), коручка чемерникоподібна (Голосіївський ліс, Лісники),коручка темно-червона (південна частина парку), водяний горіх плаваючий (Голосіївський ліс), цибуля ведмежа (Голосіївський ліс, Лісники), булатка довголиста (давня знахідка в Голосіївському лісі), любка дволиста (Голосіївський ліс, Лісники), гніздівка звичайна (Голосіївський ліс, Лісники, Теремки), лілія лісова (Голосіївський ліс, Теремки, Лісники), вовчі ягоди пахучі (Лісники.), зозулинець болотний (Лісники), ковила дніпровська (Лісники), пальчатокорінник м'ясочервоний (Лісники), пальчатокорінник Фукса (Лісники), сальвінія плаваюча (Лісники), сон чорніючий (південна частина парку, у тому числі заказник Лісники), зозулині сльози яйцеподібні (Теремки, Лісники). Із Додатка І Бернської конвенції на території парку зростають змієголовник Рюйша, сон широколистий та юринея волошковидна, виявлені в південній частині парку, у тому числі в заказнику «Лісники», а також водяний горіх плаваючий і сальвінія плаваюча, занесені також до Червоної книги України.

## Фауна

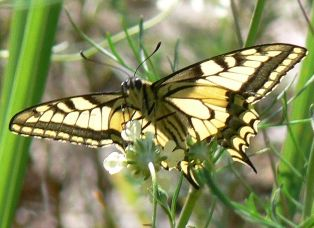

На території НПП «Голосіївський» виявлено 31 вид наземних молюсків, 190 видів комах і 181 вид хребетних тварин (з них кісткових риб — 21, земноводних — 10, плазунів — 6 видів, птахів — 100, ссавців — 44 види). 9 видів занесені до Червоної книги Міжнародного союзу охорони природи (МСОП) (відповідно 4 хребетних та 5 безхребетних); 13 видів — до Європейського Червоного списку (відповідно 4 та 9); 35 видів — до Червоної книги України (20 хребетних та 15 безхребетних); 11 видів (хребетних) — до Переліку видів тварин, що охороняються на території міста Києва
Із червонокнижних хребетних тварин у парку зареєстровані мідянка, сорокопуд сірий (зимує), кутора мала, широковух європейський, горностай, борсук, видра річкова. В минулому на цій території відмічалися вечірниця мала, вечірниця велетенська, підорлик великий. Із червонокнижних безхребетних тут зустрічаються красотіл пахучий, жук-олень, вусач мускусний, жук-самітник, ковалик сплощений, махаон, поліксена, мнемозина, перлюшок Люцина, стрічкарка тополева, стрічкарка блакитна, янус червононогий, мегариса рогохвостова, бджола-тесляр звичайна, сколія-гігант.

## Освітньо-виховна робота національного парку

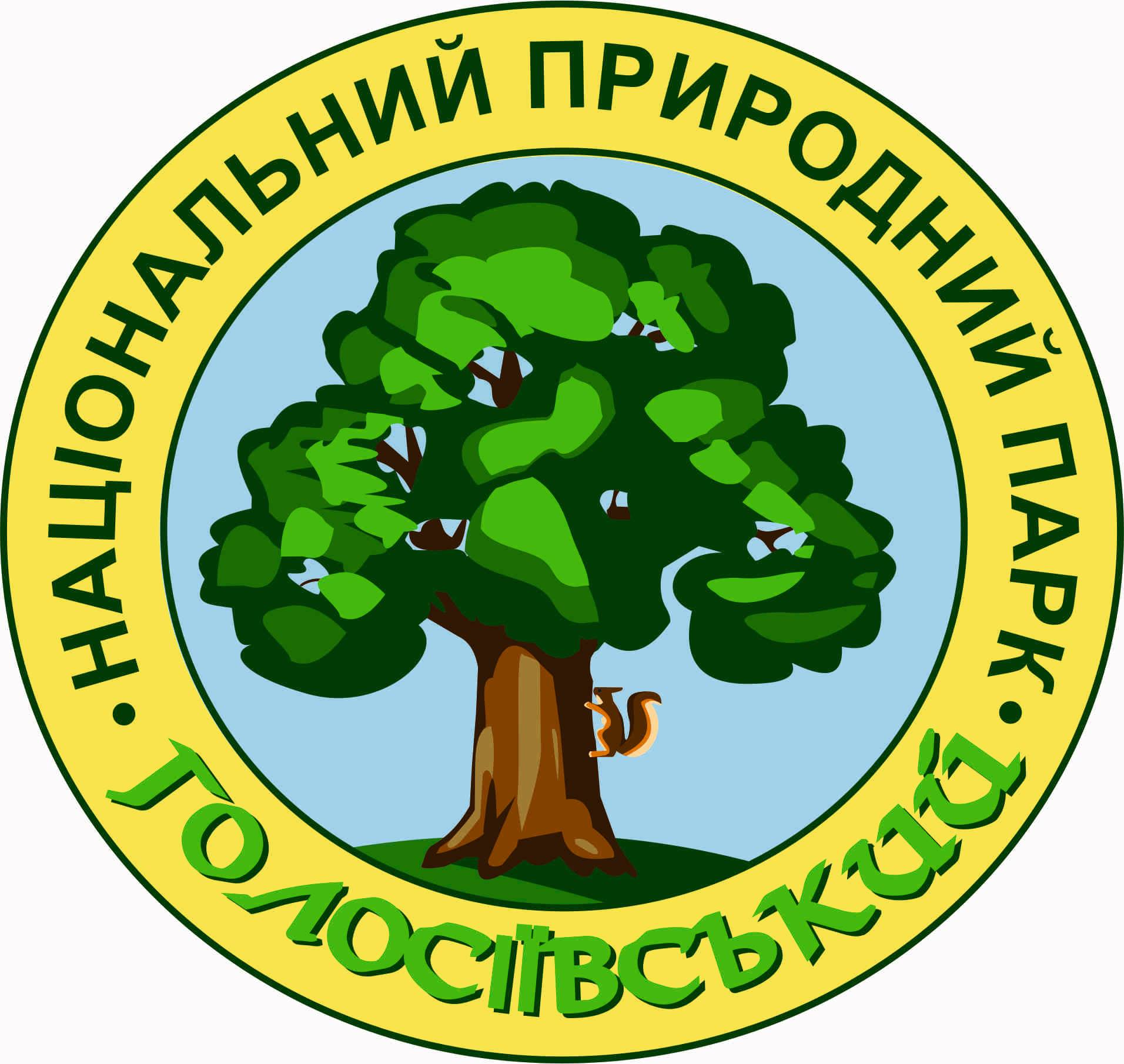
Логотип парку

Парк проводить екологічну освітньо-виховну роботу та є центром організації екологічної освіти та виховання населення. Парк сприяє розвитку природоохоронного та екологічного руху, екологічного виховання шкільної та студентської молоді, поширює нові методики екологічного виховання, розробляє рекомендації щодо формування екологічної етики й естетики. Налагоджується співпраця з громадськими організаціями екологічного спрямування з метою активнішого залучення громадськості до вирішення природоохоронних проблем парку і м. Києва в цілому.
Національний еколого-натуралістичний центр учнівської молоді Міністерства освіти і науки України та Національний природний парк «Голосіївський» вирішили об'єднати зусилля та спрямувати наявний науковий та педагогічний потенціал на екологізацію свідомості населення. Національний еколого-натуралістичний центр, заснований у 1925 році, має величезний досвід роботи з екологічної освіти та виховання молоді і співпраця з нещодавно створеним Національним природним парком «Голосіївський» може дати нові перспективи щодо екологізації освітнього процесу та реформування освіти.
З метою поширення екологічних знань серед учнівської молоді та педагогів на території національного природного парку «Голосіївський» будуть проводитись навчальні екскурсії, спільні конкурси. Вже сьогодні це такі заходи як Всеукраїнський конкурс школярів та учнівської молоді «Вчимося заповідувати», «Мій рідний край», «Біощит».
В парку планується організувати візит-центр. На його базі, крім еколого-освітньої роботи, пропонується запровадити навчання та державні курси з підвищення кваліфікації працівників з рекреаційної та еколого-освітньої діяльності заповідників та національних парків України.

### Екостежка
Навесні 2019 року прокладена була екостежка в центральній частині НПП «Голосіївський» . Довжина екостежки 2,7 км, пПо маршруту розставлені інформаційні інтерактивні стенди та різноманітні підказки, які допомагають відвідувачам пізнавати природу.

## Галерея

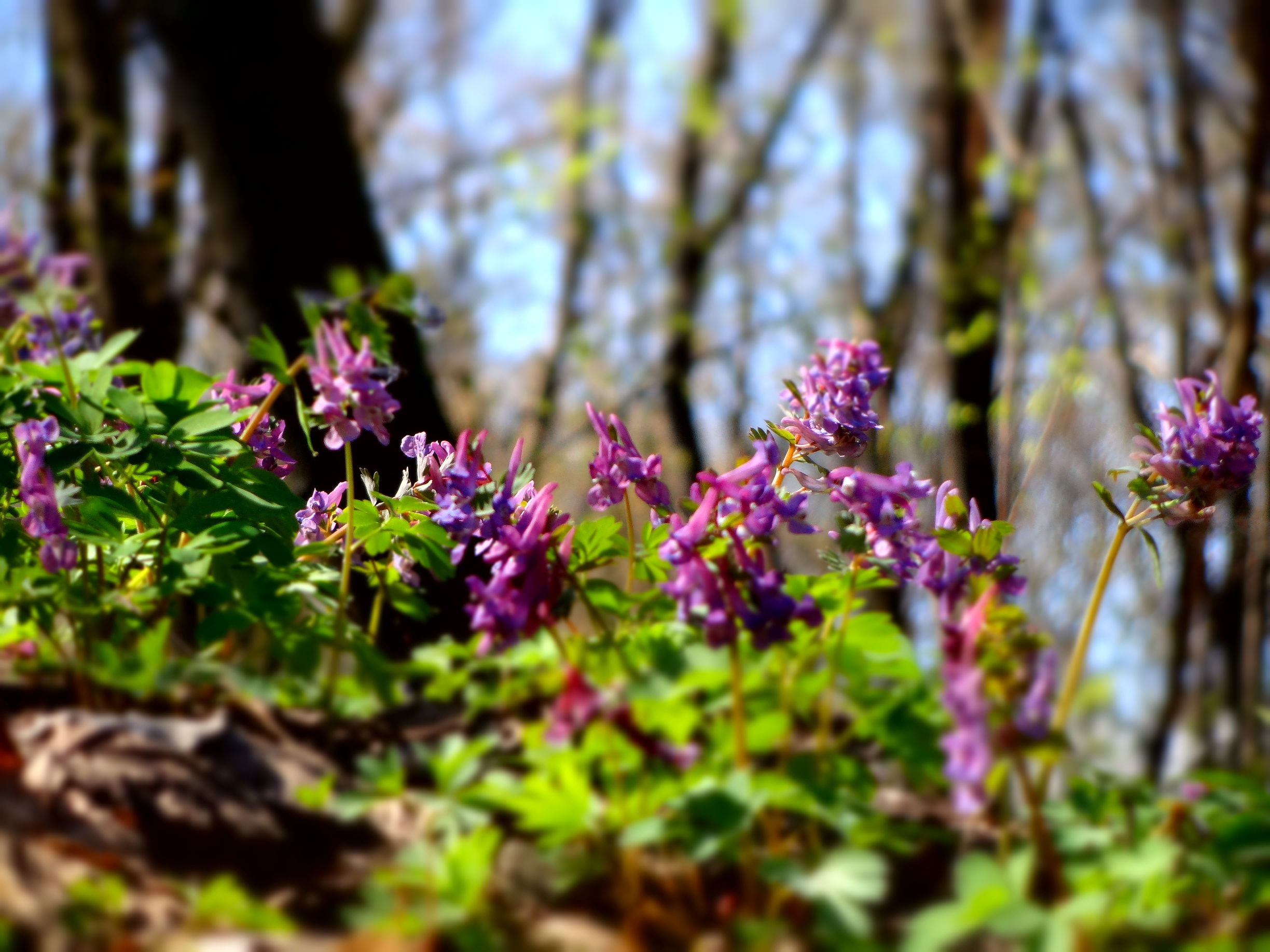
Голосіївський ліс. Весна
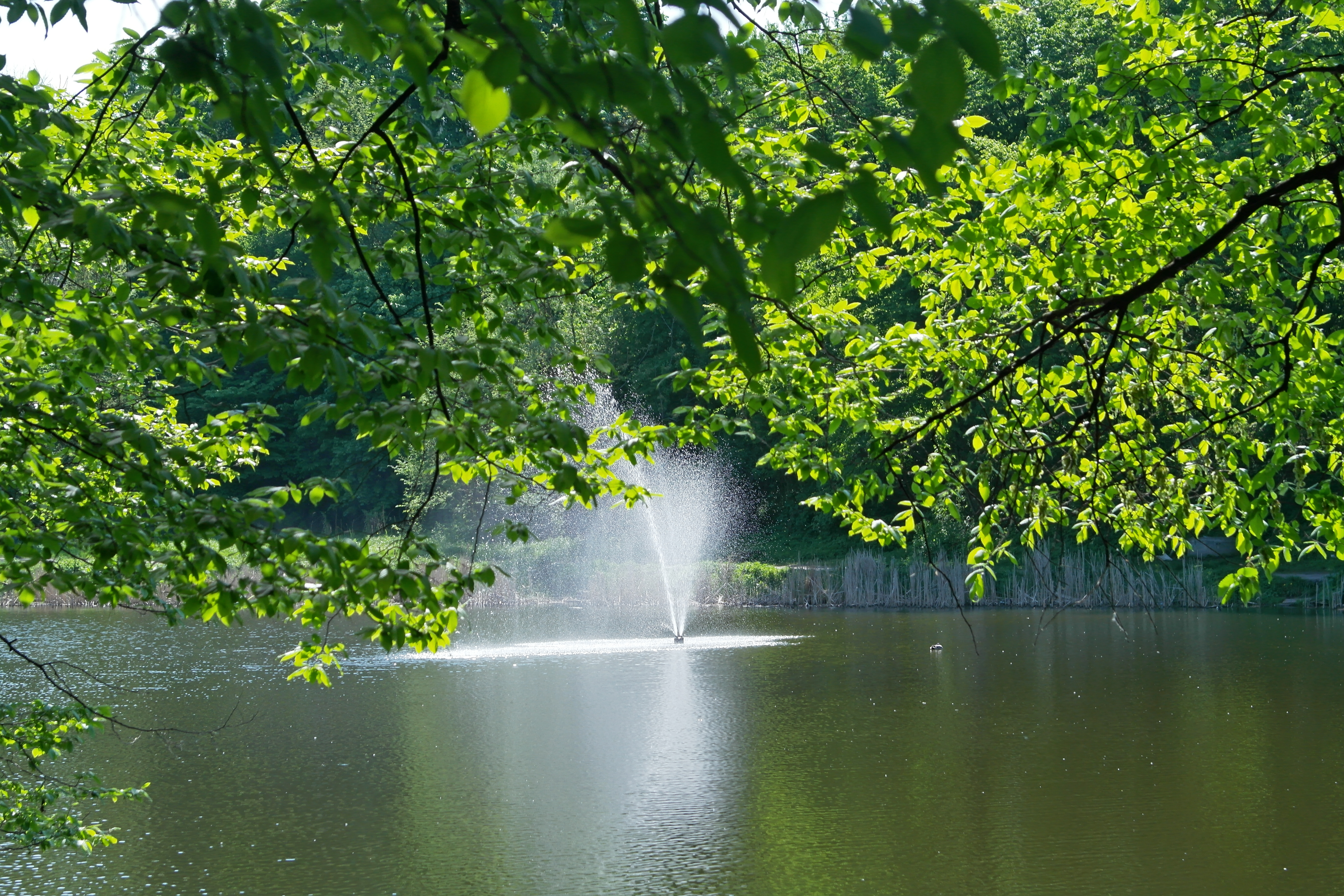
Один з Китаєвських ставків
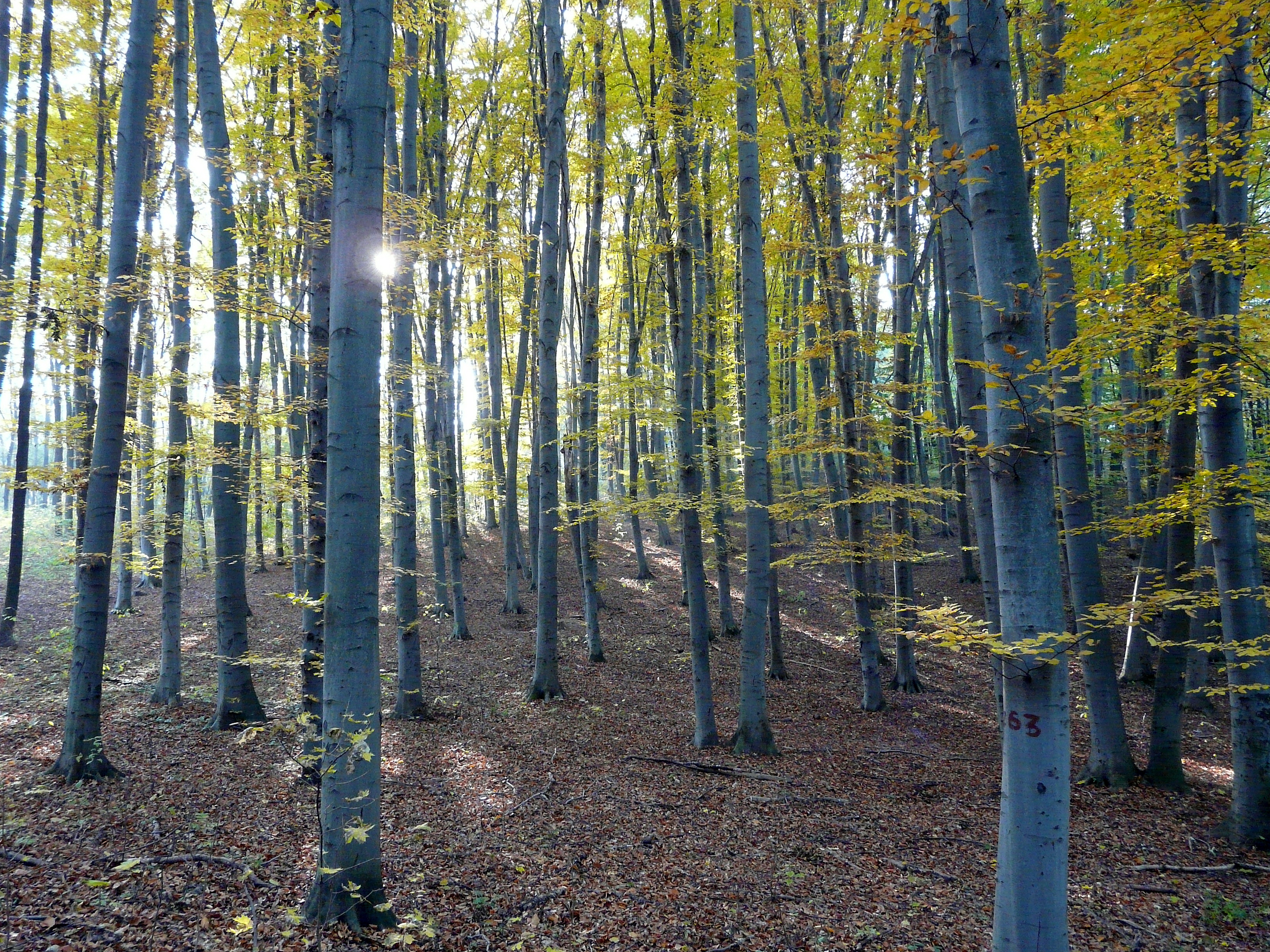
Грабовий ліс восени
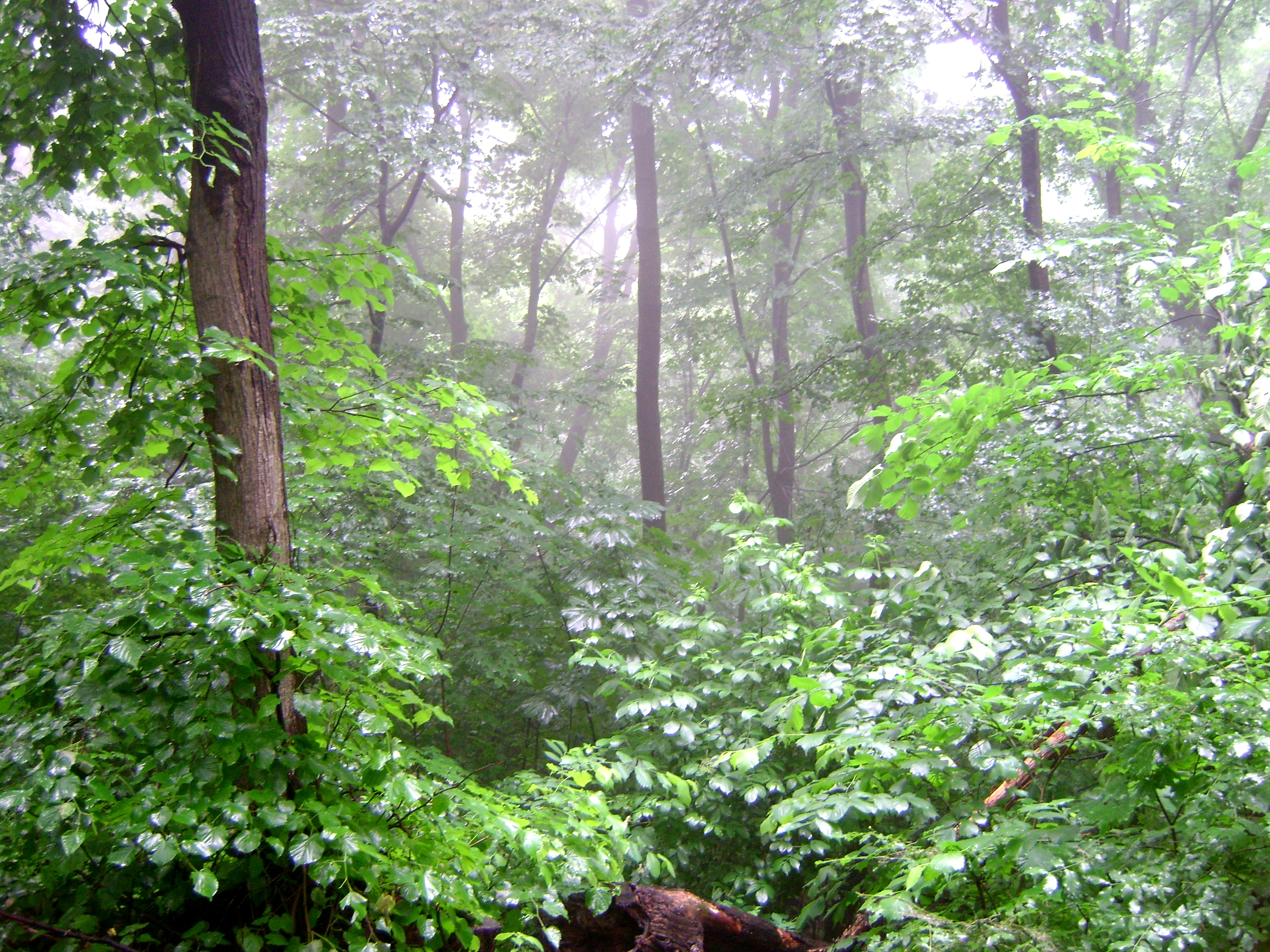
Голосіївський ліс
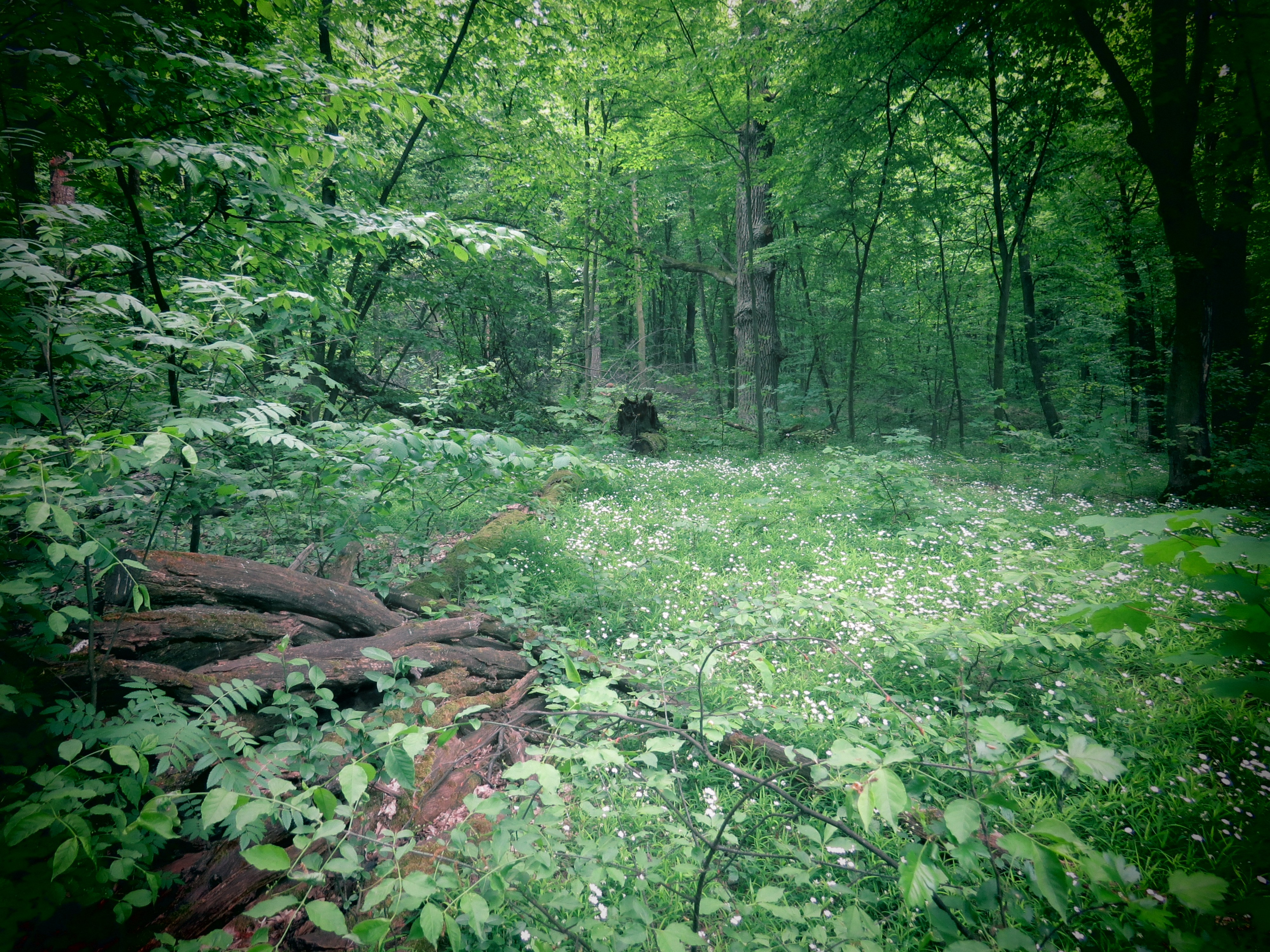
Голосіївський ліс
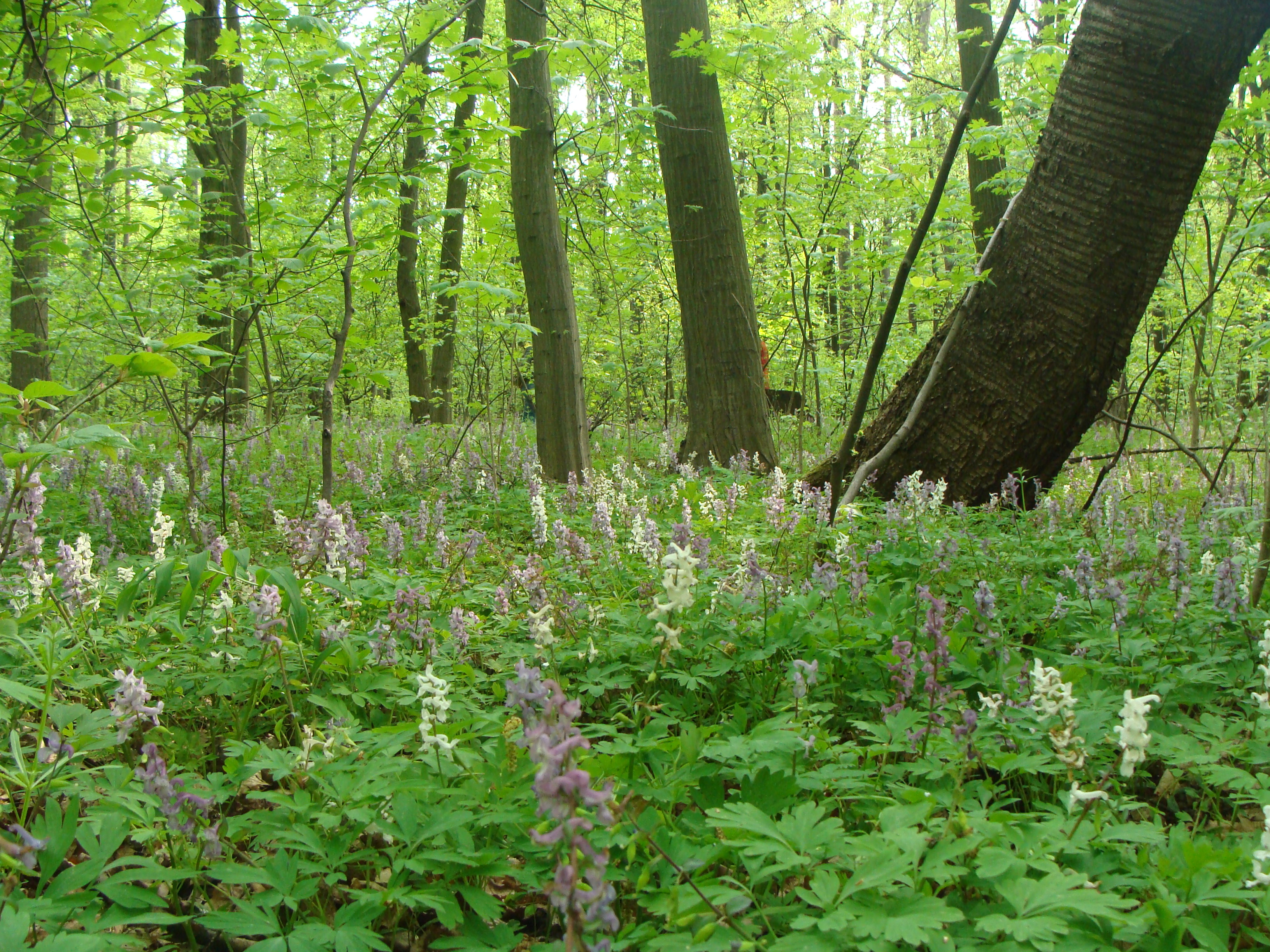
Голосіївський ліс навесні
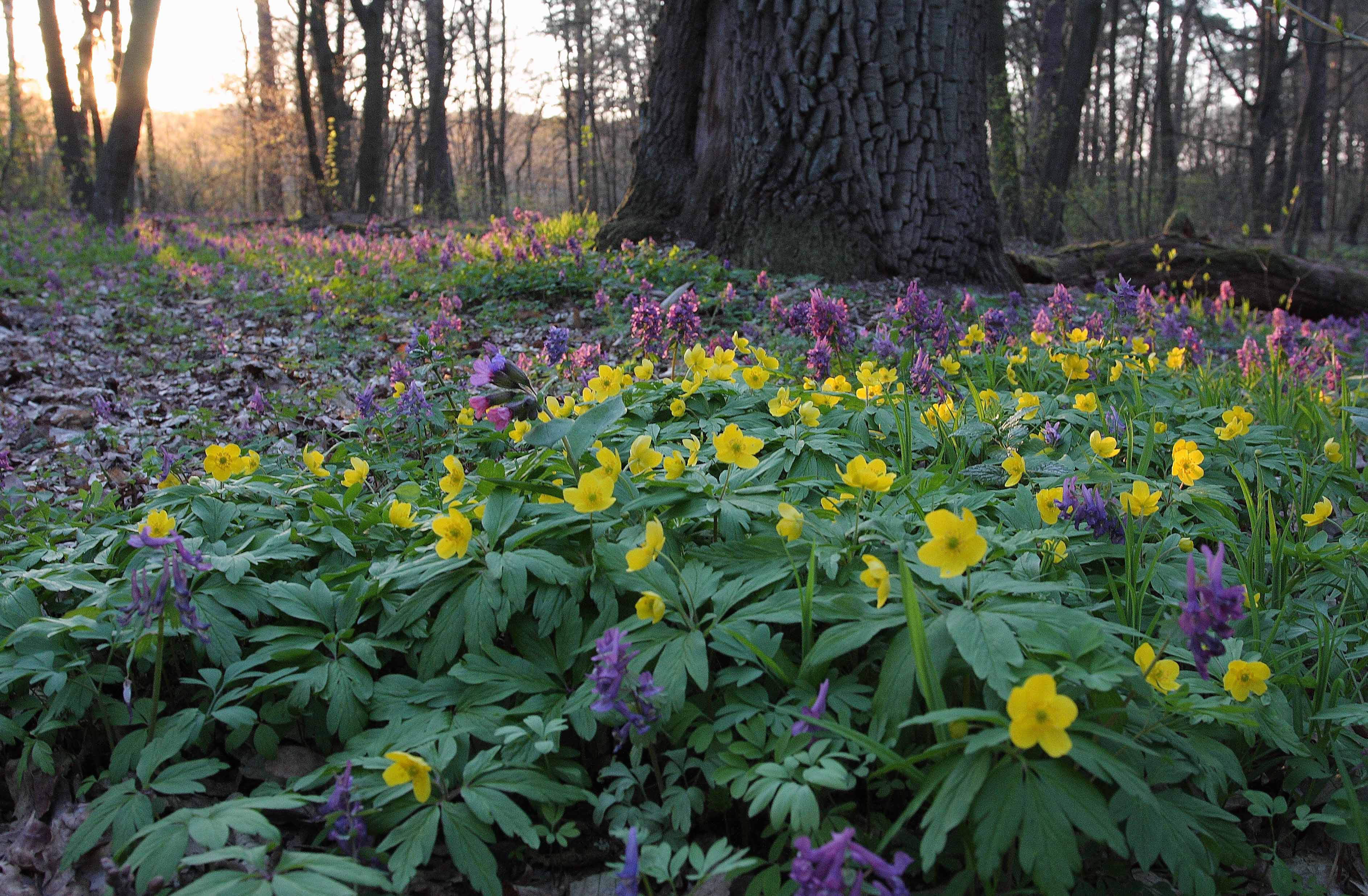
Квітень
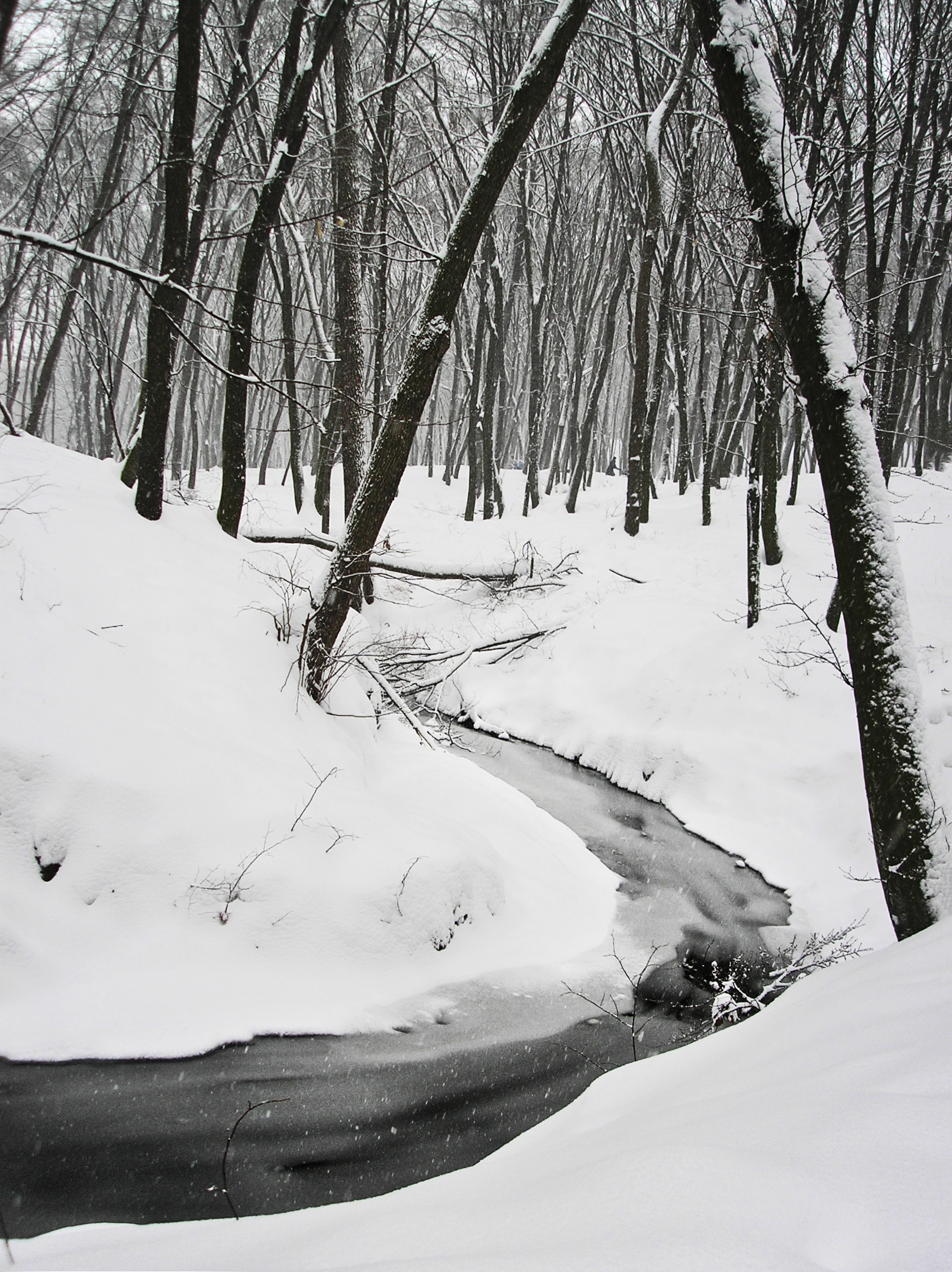
Зима в Голосієво
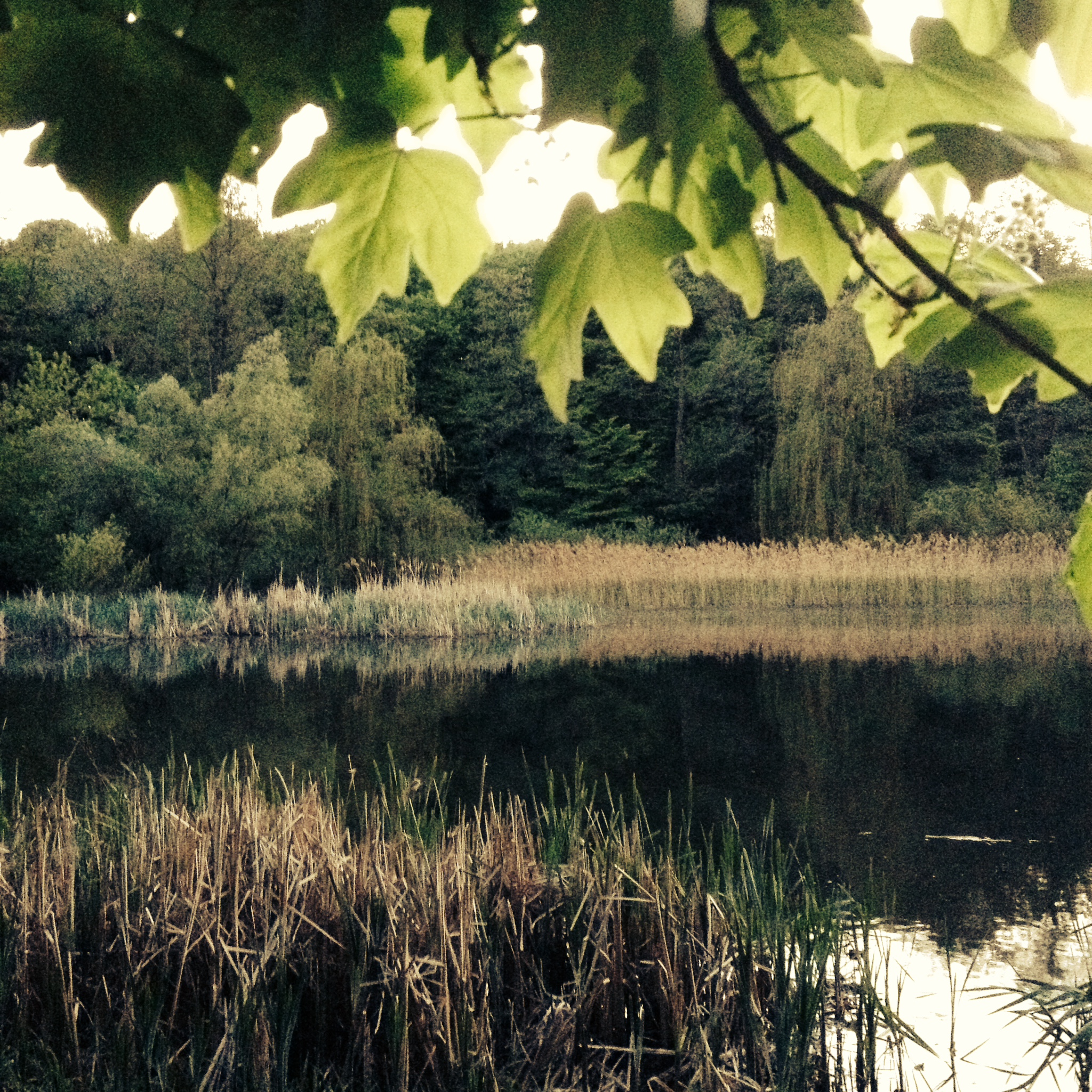
Озеро